# 黑足鸚竺鯛
黑足鸚竺鯛（学名：Ostorhinchus nigripes），又稱黑足天竺鯛，為輻鰭魚綱鉤頭魚目天竺鯛科鸚竺鯛屬的其中一個種。其种加词“nigripes”意为“黑足的”。

## 分布
本魚分布於南非海域。

## 特徵
本魚體呈橢圓而側扁，眼大，口大略下位。魚體呈粉紅色，體側具數個不規則的淡色斑塊，深色的縱帶在側線下； 背鰭、肛門與尾葉深色,腹鰭黑色，背鰭硬棘7枚；背鰭軟條8枚；臀鰭硬棘2枚；臀鰭軟條8枚，體長可達7公分。

## 生態
本魚棲息於礁石區，白天躲藏洞穴中，夜間出來覓食，屬肉食性。繁殖期時，雄魚具有口孵習性，卵約7日化成仔魚，由雄魚吐出，具短暫的仔魚飄浮期。

## 經濟利用
不具任何經濟價值。